# رادار آردی۶
رادار آردی۶ یک پیکاپ سایز متوسط تمام الکتریکی است که توسط خودروساز چینی جیلی با نام تجاری رادار تولید می‌شود. ادعا می‌شد که این خودرو بر اساس معماری تجربه پایدار (SEA) ساخته شده‌است، علی‌رغم اینکه پلتفرم و قطعات آن به‌شدت با شاسی‌بلند جیلی هاویو مشترک است. رادار اتو مرکز تحقیق و توسعه خود در هانگژو و یک کارخانه خودروهای الکتریکی در زیبو، شاندونگ دارد.

## بررسی اجمالی
اولین نمایش عمومی آردی۶ برای نمایشگاه خودروی چنگدو ۲۰۲۲ برنامه‌ریزی شده بود که از ۲۶ اوت ۲۰۲۲ شروع می‌شود. عرضه آردی۶ در بازار خودروی چین در ۹ سپتامبر بود. اولین نسخه ای که به بازار عرضه شد مدل دیفرانسیل عقب با ۲۶۸ اسب بخار (۲۰۰ کیلووات؛ ۲۷۲ اسب بخار متری) است، برای ۰–۱۰۰ کیلومتر بر ساعت (۰–۶۲ مایل بر ساعت) شتاب آن زیر شش ثانیه است.
آردی۶ در پیکربندی‌های تک موتوره و دو موتوره موجود است. قبلاً گزارش شده بود که برد آن تا ۶۰۰ کیلومتر (۳۷۰ مایل) خواهد بود بسته به پیکربندی باتری، با توان خروجی بین ۲۰۰ اسب بخار (۱۴۹ کیلووات؛ ۲۰۳ اسب بخار متری) و نزدیک به ۴۰۰ اسب بخار (۲۹۸ کیلووات؛ ۴۰۶ اسب بخار متری). برد الکتریکی خالص می‌تواند به ۳۷۳ مایل (۶۰۰ کیلومتر) برسد بر اساس CLTC چین.